# Le nuove avventure di Guglielmo Tell
Le nuove avventure di Guglielmo Tell (Crossbow) è una serie televisiva in 72 episodi trasmessi per la prima volta nel corso di 3 stagioni dal 1987 al 1989. È conosciuta anche con il titolo Crossbow - La leggenda di Guglielmo Tell.
È una serie d'avventura incentrata sulle vicende del personaggio di Guglielmo Tell, eroe leggendario svizzero del XIV secolo. Vede la partecipazione da guest star di Conrad Phillips, attore che aveva interpretato Guglielmo Tell nella serie televisiva Le avventure di Guglielmo Tell (The Adventures of William Tell, 1958-1959). La serie fu prodotta da Steven Nord e Richard Schlesinger in co-produzione con la rete televisiva francese FR3 e girata interamente in Francia.

## Trama
Svizzera, XIV secolo. Guglielmo Tell e suo figlio Matthew sono imprigionati dal tiranno Gessler. Come governatore dell'Austria, Gessler ha intenzione di fermare la rivolta svizzera. 

## Personaggi e interpreti

### Personaggi principali
- Guglielmo Tell (72 episodi, 1987-1989), interpretato da Will Lyman.
- Gov. Hermann Gessler (72 episodi, 1987-1989), interpretato da Jeremy Clyde.
- Horst (72 episodi, 1987-1989), interpretato da Nick Brimble.
- Matthew Tell (72 episodi, 1987-1989), interpretato da David Barry Gray.
- Tyroll (72 episodi, 1987-1989), interpretato da Hans Meyer.
- Conrad (72 episodi, 1987-1989), interpretato da John Otway.
- Eleanor (60 episodi, 1987-1989), interpretata da Dana Barron.
- L'imperatore (49 episodi, 1988-1989), interpretato da Guy Rolfe.
- Ambrose (48 episodi, 1987-1989), interpretato da Bertie Cortez.
- Weevil (48 episodi, 1987-1989), interpretato da Bernard Spiegel.

### Personaggi secondari
- Roland (6 episodi, 1987), interpretata da Valentine Pelka.
- Blade (6 episodi, 1987), interpretato da Melinda Mullins.
- Principe Ignatius (6 episodi, 1987-1988), interpretato da Johnny Crawford.
- Principe Martin (6 episodi, 1987-1988), interpretato da Timothy Jonathan Stark.
- Principessa Irena (5 episodi, 1987-1988), interpretata da Valérie Steffen.
- The Giant (4 episodi, 1987-1989), interpretato da Dominique Hulin.
- Beatrice (4 episodi, 1987-1988), interpretata da Gia Sereni.
- Wolf (4 episodi, 1988-1989), interpretato da Pierre Semmler.
- Arris (4 episodi, 1989), interpretato da Robert Addie.
- Morgan (3 episodi, 1987), interpretato da Volker Marek.
- Mutino (3 episodi, 1987-1988), interpretato da Harry Carey Jr..
- Aymong (3 episodi, 1987-1988), interpretato da Robert Forster.
- Gerrish (3 episodi, 1987-1988), interpretato da Guy Madison.
- Stefan (3 episodi, 1987-1988), interpretato da Conrad Phillips.
- Gaston (3 episodi, 1987), interpretato da Brian Blessed.
- Grendel (3 episodi, 1987), interpretato da Brett Forrest.
- Fratello Gregory (3 episodi, 1987), interpretato da Arne Gordon.

## Produzione
La serie, ideata da Anthony Horowitz, fu prodotta da Cinecom e Crossbow Films e RHI Entertainment Le musiche furono composte da Stanislas Syrewicz.

### Registi
Tra i registi della serie sono accreditati:
- George Mihalka
- Christian Duguay
- Richard Schlesinger
- Dennis Berry
- Allan A. Goldstein
- Alan Goldstein
- Mai Zetterling

## Distribuzione
La serie fu trasmessa negli Stati Uniti dal 1987 al 1989 sulla rete televisiva The Family Channel. In Italia è stata trasmessa su Canale 5 con il titolo Le nuove avventure di Guglielmo Tell.
Alcune delle uscite internazionali sono state:
- negli Stati Uniti il 30 agosto 1987 (Crossbow)
- in Francia (Crossbow)
- in Belgio (De kruisboog)
- in Spagna (Guillermo Tell)
- in Italia (Le nuove avventure di Guglielmo Tell)

## Episodi
| Stagione         | Episodi | Prima TV USA | Prima TV Italia |
| ---------------- | ------- | ------------ | --------------- |
| Prima stagione   | 24      | 1987-1988    |                 |
| Seconda stagione | 24      | 1988-1989    |                 |
| Terza stagione   | 24      | 1989         |                 |